# Varencya notata
Varencya notata är en skalbaggsart som beskrevs av Marc Lacroix 1993. Varencya notata ingår i släktet Varencya och familjen Melolonthidae. Inga underarter finns listade i Catalogue of Life.